# 김옥주 (필드하키 선수)
김옥주(1988년 2월 20일 ~ )는 대한민국의 필드하키 선수이며 포지션은 미드필더이다. 평택시청 소속이다.

## 학력
- 부평서여자중학교 졸업
- 부평여자고등학교 졸업
- 한국체육대학교 졸업

## 경력
- 2010년 아시안 게임 여자 하키 국가대표
- 2012년 하계 올림픽 여자 하키 국가대표
- 2014년 아시안 게임 여자 하키 국가대표

## 수상
- 2010년 성주컵국제하키대회 여자부 준우승
- 2010년 아시안 게임 여자 하키 은메달
- 2014년 아시안 게임 여자 하키 금메달